# Gerichtsbezirk Gablonz an der Neiße
Der Gerichtsbezirk Gablonz an der Neiße (tschechisch: soudní okres Jablonec nad Nisou) war ein dem Bezirksgericht Gablonz an der Neiße unterstehender Gerichtsbezirk im Kronland Böhmen. Er umfasste Gebiete im Norden Böhmens. Zentrum und Gerichtssitz des Gerichtsbezirks war die Stadt Gablonz an der Neiße (Jablonec nad Nisou). Das Gebiet gehörte seit 1918 zur neu gegründeten Tschechoslowakei und ist seit 1991 Teil der Tschechischen Republik.

## Geschichte
Die ursprüngliche Patrimonialgerichtsbarkeit wurde im Kaisertum Österreich nach den Revolutionsjahren 1848/49 aufgehoben. An ihre Stelle traten die Bezirks-, Landes- und Oberlandesgerichte, die nach den Grundzüge des Justizministers geplant und deren Schaffung am 6. Juli 1849 von Kaiser Franz Joseph I. genehmigt wurde. Der Gerichtsbezirk Gablonz an der Neiße gehörte zunächst zum Bunzlauer Kreis und umfasste 1854 die 18 Katastralgemeinden Dalleschic, Gablonz, Gränzendorf, Grünwald, Johannesberg, Josefsthal, Kukan, Labau, Marschowic, Maxdorf, Neudorf, Pulečnej, Radl, Reichenau, Reinowic, Seidenschwanz und Wiesenthal. Der Gerichtsbezirk Gablonz an der Neiße bildete im Zuge der Trennung der politischen von der judikativen Verwaltung ab 1868 gemeinsam mit dem Gerichtsbezirk Tannwald (Tanvald) den Bezirk Gablonz an der Neiße.
Im Gerichtsbezirk Gablonz an der Neiße lebten 1869 31.328 Menschen 1900 waren es 55.318 Personen.
Der Gerichtsbezirk Gablonz an der Neiße wies 1910 eine Bevölkerung von 67.309 Personen auf, von denen 62.795 Deutsch (93,3 %) und 3.175 Tschechisch (4,7 %) als Umgangssprache angaben. Im Gerichtsbezirk lebten zudem 1.121 Anderssprachige oder Staatsfremde.
Durch die Grenzbestimmungen des am 10. September 1919 abgeschlossenen Vertrages von Saint-Germain kam der Gerichtsbezirk Gablonz an der Neiße vollständig zur neugegründeten Tschechoslowakei, wobei die Gerichtseinteilung bis 1938 im Wesentlichen bestehen blieb. Nach dem Münchner Abkommen wurde das Gebiet dem Landkreis Gablonz an der Neiße zugeschlagen.
Nach dem Zweiten Weltkrieg gehörte das Gebiet zum Okres Jablonec nad Nisou, dessen Behörden jedoch im Zuge einer Verwaltungsreform 2003 ihre Verwaltungskompetenzen verloren. Diese werden seitdem von den Gemeinden bzw. dem Liberecký kraj, zudem das Gebiet um Gablonz an der Neiße seit Beginn des 21. Jahrhunderts gehört, wahrgenommen.

## Gerichtssprengel
Der Gerichtssprengel umfasste Ende 1914 die 23 Gemeinden Dalleschitz (Dalešice), Gablonz an der Neiße (Jablonec), Grünwald bei Gablonz an der Neiße (Mšeno), Hennersdorf (Jindřichov), Johannesberg (Janov), Josefsthal (Josefův Důl), Kukan (Kokonín), Labau (Huť), Lautschnei (Loučná), Luxdorf (Lukášov), Marschowitz (Maršovice), Neudorf (Nová Ves nad Nisou), Obermaxdorf (Horní Maxov), Proschwitz (Proseč), Puletschnei (Pulečný), Radl (Rádlo), Reichenau (Rychnov), Reinowitz (Rýnovice), Schlag (Jablonecké Paseky), Schumburg-Gistei (Krásná-Jistebsko), Seidenschwanz (Vrkoslavice), Untermaxdorf (Dolní Maxov) und Wiesenthal an der Neiße (Lučany).